# (4093) Bennett
(4093) Bennett es un asteroide perteneciente al cinturón de asteroides, descubierto el 4 de noviembre de 1986 por Robert H. McNaught desde el Observatorio de Siding Spring, Nueva Gales del Sur, Australia.

## Designación y nombre
Designado provisionalmente como 1986 VD. Fue nombrado Bennett en honor al astrónomo aficionado sudafricano Jack C. Bennett.